# Unidad Democrática (Colombia)
Unidad Democrática fue un movimiento político colombiano de ideología ecosocialista nacido en el año 2002, cuyo líder es el exsenador Luis Carlos Avellaneda.

## Entrada en el Pacto Histórico
El movimiento fue una tendencia dentro de la Alianza Verde por varios años, pero debido a diferencias ideológicas, decide, en una declaración política del 19 de febrero de 2021, dejar de ser parte del mismo, para integrarse en el llamado Pacto Histórico, liderado por Gustavo Petro.
El 25 de abril de 2023 se fusiona con el partido Esperanza, Paz y Libertad, llamándose Esperanza Democrática.